# یوتا شیموزاوا
یوتا شیموزاوا (ژاپنی: 下澤 悠太؛ زادهٔ ۴ سپتامبر ۱۹۹۷) یک بازیکن فوتبال اهل ژاپن است.
از باشگاه‌هایی که در آن بازی کرده‌است می‌توان به باشگاه فوتبال بلاوبلیتز آکیتا اشاره کرد.